# Gump & Co.
Gump & Co. (o Forrest Gump & Co.) è un romanzo del 1995 scritto da Winston Groom. È il secondo episodio  della serie di romanzi Forrest Gump.
Il libro è stato  tradotto in ungherese, finlandese, giapponese, svedese, tedesco, spagnolo, slovacco, russo, polacco, ceco, danese, francese, oltre che in italiano.

## Edizioni in italiano
- Winston Groom, Gump & Co., traduzione di Alessandra De Vizzi, Milano: Sonzogno, 1996